# William Neville, Kent grófja
William Neville, Kent 1. grófja, Fauconberg bárója (Durham, cc. 1409. – Alnwick, 1463. január 9.) angol nemes-katona volt, aki a York-ház oldalán vett részt a rózsák háborújában. Egy York-párti krónika szerint „kis termetű, de nagy tiszteletben álló lovag volt”.

## Családja
Ralph de Neville, Westmorland 1. grófja és Joan Beaufort, Genti János lancasteri herceg lányának második fiaként született a Raby-várban. Felesége Joan Fauconberg. Apja ráhagyta Bywell és Styford báróságát. Testvére volt mások mellett Richard Neville, Salisbury grófja, Fauconberg báróságát házassága útján szerezte.

## Pályafutása
Lovaggá a hétéves VI. Henrik angol király ütötte 1426. május 19-én. Első katonai sikereit Orléans 1428-as ostrománál érte el. Bátyja, Salisbury grófja a skót határvidék kormányzója volt, így ő is részt vett a skót ügyek intézében, majd 1436 tavaszán csatlakozott Plantagenet Richárd yorki herceg franciaországi hadjáratához. Jelentős szerepet játszott a Burgundia elleni hadműveletekben, ezért fontos pozíciókat kapott Normandiában, többek között Verneuil és Evreux kapitányságát, 1439-ben. Részt vett Meaux és Harfleur ostromában. Szolgálatait 1440-benTérdszalagrenddel és Rugles lordságával jutalmazták.
1441-1442-ben York alatt szolgált, és részt vett a béketárgyalásokban. 1443 márciusában öt évre kinevezték a Roxburgh-vár kapitányának. 1449-ben a franciák foglyul ejtették Pont de l'Arche-nál. Egy kortárs – utalva Fauconberg jelvényére – így kommentálta az Anglia számára szerencsétlen eseményt: „A halász elvesztette a horgát”. A gróf 1450-ben szabadult, majd diplomáciai szolgálatot látott el. 1451-ben további 12 évre kinevezték Roxburgh élére. 1454-ben, York első régenssége idején, amikor Salisbury volt a kancellár, Fauconberg is tagja volt a királyi tanácsnak.

## Rózsák háborúja
Az első Saint Albans-i csatában nem vett részt, mert VII. Károly francia király francia királynál teljesített diplomáciai küldetést, de a fontos tisztségek újraosztásakor róla sem feledkeztek el, és a tanács ülésein is rendszeresen megjelent.
1457-ben unokatestvére, Richard Neville, Warwick grófja alatt szolgált Calais-ban. Amikor 1459-ben Warwick Angliába utazott, hogy csatlakozzon a York-felkeléshez, Calais-t felügyelte, mindaddig, amíg Warwick vissza nem érkezett a Blore Heath-i csata után. 1460 júniusában John Dinhammel elfoglalta Sandwich városát. Július 10-én részt vett a yorki győzelemmel végződött Northamptoni csatában, amelynek következményeként VI. Henrik ismét fogságba esett. Arról nem szólnak a korabeli krónikák, hogy ott volt-e a wakefieldi ütközetben vagy a Második Saint Albans-i csatában.
Fontos szerepet játszott a Ferrybridge-i csata megnyerésében is. A Yorkok frontális támadása rettenetes véráldozatal járt, és nem vezetett sikerre, ezért Fauconberg ezer lovassal átkelt a castlefordi gázlón, és a Lancaster-csapatokat vezető John Clifford, Clifford bárója mögé került, és csapatait megfutamította. A Towtoni csatában a York sereg balszárnyát irányította, és a szél által segített íjászai megtizedelték az ellenséget, amely kénytelen volt rohamra indulni, és ezzel elvesztették jó pozíciójukat.
Később – Warwick és Montagu mellett – az északi területek pacifikálásában vett részt. 1461. november 1-jén. szolgálatait IV. Eduárd angol király Kent grófi címével hálálta meg, amely Edmund Holland 1408-as halála óta betöltetlen volt. Tagja lett a király belső tanácsának, és jogot kapott száz zsák gyapjú adómentes exportjára. 1462 júliusában kinevezték az angol flotta parancsnokának. 1462 januárjában meghalt, a guisborough-i kolostorban temették el. Mivel elismert fiú utód nélkül hunyt el, Kent grófi címe „kihalt”. Két évvel később Edmund Grey kapta meg.